# Лундестрём, Исак
Исак Лундестрём (швед. Isac Lundeström; род. 6 ноября 1999, Елливаре, Норрботтен) — шведский профессиональный хоккеист, нападающий клуба национальной хоккейной лиги «Коламбус Блю Джекетс». Игрок сборной Швеции по хоккею с шайбой. Бронзовый призёр чемпионата мира 2024 года.

## Клубная карьера
Лундестрём играл за «Лулео» в Шведской хоккейной лиге. Стал самым молодым бомбардиром в истории команды, забив свой первый гол в возрасте 16 лет. В свой последний год в «Лулео» перед драфтом швед забил шесть голов и набрал 15 очков в 42 играх.
В 2018 году был выбран командой Национальной хоккейной лиги (НХЛ) «Анахайм Дакс» в первом раунде под общим 23-м номером на драфте НХЛ. 7 августа 2018 года Лундестрём подписал с «Дакс» трёхлетний контракт новичка и попал в тренировочный лагерь перед сезоном 2018/2019 годов. Дебютировал в НХЛ 8 октября 2018 года в матче против «Детройт Ред Уингз», который закончился со счётом 3:2. Сыграл в 15 матчах за «Анахайм», после чего его перевели в «Сан-Диего Галлсз» из Американской хоккейной лиги (АХЛ).
5 октября 2020 года Лундестрём, в поспандемийный период, чтобы возобновить карьеру, подписал контракт с клубом «Тимро». Провёл 12 матчей за «Тимро», забив 5 голов и набрав 11 очков. 16 ноября 2020 года «Анахайм» отозвали его из аренды. Свой первый гол в НХЛ швед забил 6 февраля 2021 года в матче против «Сан-Хосе Шаркс», который закончился со счётом 2:1 в серии буллитов. 1 марта 2021 года Лундестрём сделал исполнил свой первый хет-трик в НХЛ, забив три гола в матче «Анахайма» против «Сент-Луис Блюз» со счётом 5:4. 6 августа 2021 года подписал контракт на один год.
Лундестрём закрепился в составе «Анахайма» в сезоне 2021/2022 годов, сыграв в 80 матчах, забив 16 голов и набрав 29 очков. Будучи ограниченно свободным агентом, 25 июля 2022 года он подписал новый контракт с «Анахаймом». В сезоне 2022/2023 годов Лундестрём сыграл в 61 матче, забив четыре гола и набрав четырнадцать очков. В сезоне 2024/2025 годов сыграл 79 игр, забил 4 шайбы и выполнил 11 результативных передач.

## Карьера в сборной
С 2015 года Исак привлекался в различные юношеские и молодёжные сборные Швеции. В 2018 стал серебряным призёром молодёжного чемпионата мира, сыграв 7 игр, забив 2 шайбы и выполнив 2 результативные передачи.
В 2021 и 2024 годах выступал за сборную Швеции на чемпионатах мира. Стал бронзовым призёром чемпионата мира 2024 года в Чехии.
В 2025 году Исак Лундестрём был включен в состав первой сборной для участия в домашнем чемпионате мира, который проходил в двух странах. В первом же поединке против Словакии выполнил результативную передачу.